# Mladen Vojičić
Mladen Vojičić, genannt Tifa (* 17. Oktober 1960 in Sarajevo, SFR Jugoslawien, heute Bosnien und Herzegowina), ist ein bosnischer Rocksänger. Bekanntheit erlangte er Mitte der 1980er Jahre als Leadsänger der jugoslawischen Rockband Bijelo dugme. Charakteristisch für seine Lieder ist, dass Tifa Rockmusik mit Elementen jugoslawischer bzw. bosnischer Volksmusik vereint.

## Leben
Tifa wurde im jugoslawischen Sarajevo geboren. Seine Eltern sind Bosnier christlichen Glaubens. Da er als Kind kein „V“ aussprechen konnte, nannte er Lokomotiven immer „Lokomitifa“. Das fälschlich ausgesprochene Ende „Tifa“ wurde zu seinem Markenzeichen und so erhielt er schon als Kind seinen heute bekannten Spitznamen. Sein musikalisches Interesse wurde früh geweckt, als er als Kind schon alle Lieder der damals bekannten jugoslawischen Band Indexi singen konnte. Seine Kindheit und Jugend verbrachte er in Sarajevo und schloss dort auch das Gymnasium ab.

## Karriere

### Anfänge
Als Jugendlicher bzw. junger Erwachsener begann Tifa bei der Band Prvi čin als Bassist zu spielen. Jedoch verließ er die Gruppe kurz darauf und wechselte zu einer anderen Band namens Kako kad. Dort war er als Leadsänger tätig, allerdings nur, wenn der damalige Hauptsänger verhindert war und vertreten werden musste. Die Gruppe brach kurz darauf auseinander, da keines der Mitglieder (außer Tifa) Interesse an einer Weiterführung der Band hatte. Tifa schloss sich daraufhin der Band Paradoxan. Kurz darauf musste er allerdings die Wehrpflicht für die Jugoslawische Volksarmee ableisten.
Während seiner Zeit bei der Armee erhielt Tifa den Kontakt mit dem Bassisten von Paradox, Zlatan Čehić, aufrecht. Gegenseitig sandten sie sich Entwürfe von Liedern zu, die sie gemeinsam produzieren wollten. Tifa schrieb die Texte, während Zlatan für den musikalischen Hintergrund verantwortlich war. Nach seiner Wehrpflicht kehrte Tifa in seine Heimatstadt zurück, wo er herausfand, dass Zlatan die Band Paradox verlassen hatte und inzwischen Mitglied einer neuen Gruppe namens Top war. Tifa nahm daraufhin alle Liedtexte zurück und beendete die Pläne für künftige Songs. Kurz darauf wurde er jedoch ebenfalls Mitglied dieser Band und alle Konflikte zwischen ihm und Čehić wurden aus der Welt geschafft.
In der Zwischenzeit war Tifas außergewöhnliche Stimme in Sarajevo bekannt geworden und er erlangte zunehmend Bekanntheit. Dies führte dazu, dass er viele Anfragen von Bands erhielt, die Interesse hatten, ihn als Leadsänger anzuwerben. Einige dieser Angebote nahm er an, sodass er Anfang der 1980er-Jahre in mehreren Bands spielte. Doch alle Gruppierungen lösten sich meist nach kurzer Zeit wieder auf.

### Durchbruch mit Bijelo dugme (1984)
Während sich Tifa um einige Plätze in verschiedenen Bands bemühte, erhielt er 1984 ein Angebot von dem jugoslawischen bzw. bosnischen Musiker Goran Bregović. Dieser bot Tifa an, Teil der bekanntesten jugoslawischen Rockband Bijelo dugme zu werden. Tifa, der damals 24 Jahre alt war, nahm Bregovićs Angebot an. Da er bisher nur in kleineren Bands gespielt hatte, geriet Tifa schnell unter Leistungsdruck, da er sich Bijelo dugme nicht gewachsen fühlte. Tifas Alkohol- und Drogensucht wurde durch seine zunehmende Bekanntheit verstärkt, was zunächst folgenlos blieb, da Bregović sehr zufrieden mit dem Gesang des neuen Leadsängers war. Die Tatsache, dass Bijelo dugme die populärste Band zu Zeiten Jugoslawiens war und Tifa den bisherigen sehr bekannten Leadsänger Željko Bebek ersetzen sollte, war für den noch unerfahrenen neuen Sänger eine große Hürde, zumal alle Mitglieder deutlich älter waren, viel Disziplin an den Tag legten und diese auch einforderten. Hinzu kam, dass die Band regelmäßig vor mehreren Tausend Fans spielte. Um sich den Druck zu nehmen, diese Aufgabe zu bewältigen, konsumierte Tifa immer mehr Alkohol und Drogen und erschien zu allen Proben und Konzerten nur noch unter starkem Drogeneinfluss. 1985 erreichte seine Sucht einen Höhepunkt und es wurde fast unmöglich, mit Tifa produktiv zusammenzuarbeiten. Bregović sah sich gezwungen zu handeln und warf Tifa daraufhin aus der Band. Tifas letzter Auftritt gemeinsam mit Bijelo dugme fand im August 1985 in der russischen Hauptstadt Moskau statt.

### Nach Bijelo dugme
Im Jahr seines Rauswurfs bei Bijelo dugme kam Tifa mit dem Gesetz in Konflikt, als bekannt wurde, dass er in ein Drogengeschäft verwickelt war. Als er merkte, dass viele Beteiligte dieses Geschäfts, darunter Bijelo dugme's Schlagzeuger Ipe Ivandić († 1994), zu Haftstrafen verurteilt wurden, machte er einen Deal mit der Polizei und entging so einer Inhaftierung. Tifa verriet Aussagen zufolge den Polizisten wichtige Informationen über die Strippenzieher des Drogengeschäfts. 
Zurück im Musikgeschäft, veröffentlichte er mit dem ebenfalls ehemaligen Bijelo-dugme-Mitglied Željko Bebek das Lied Široko nam toplo polje glamočko. Die beiden gingen kurz darauf sogar auf Tour. Doch erneut wurde die Zusammenarbeit wegen Tifas Sucht beendet.
1986 trat er der Band Vatreni Poljubac bei, mit der er das Album 100% Rock’n’roll  veröffentlichte, das ein kommerzieller Erfolg wurde und auch heute noch im ehemaligen Jugoslawien populär ist. Kurz darauf musste auch diese Zusammenarbeit wegen seines Mangels an Disziplin beendet werden. 
Kurz darauf wurde er Mitglied der bekannten bosnischen Band Divlje Jagode. Der Gitarrist dieser Band, Sead Lipovača, benutzte die Besetzung Tifas als Rachefeldzug gegen Goran Bregović. Dieser hatte den bisherigen Leadsänger von Divlje Jagode, Alen Islamović, als neues Mitglied für Bijelo dugme auserwählt, was Lipovača dazu verleitete, für seine Band Divlje Jagode einen Sänger von – wie er sagte – „Bregovićs Team“ zu besetzen, und entschied sich für das Ex-Bijelo-dugme-Mitglied Tifa. 1988, nach dem ersten gemeinsamen Studioalbum, verließ Mladen Vojičić die Band und strebte eine Solokarriere an.

### Solokarriere
1989 veröffentlichte Tifa mit seiner neu gegründeten Band Tifa Band sein erstes Soloalbum, No1. Diese Gruppe bestand ausschließlich aus Musikern, mit denen Tifa im Laufe seiner Karriere zusammengearbeitet hatte, hauptsächlich ehemalige Kollegen aus den Bands Top, Paradox und Divlje Jagode.
1995 verließ Tifa Sarajevo und verbrachte einige Zeit in Deutschland. In dieser Zeit schloss er sich seiner alten Band Divlje Jagode erneut an, was jedoch nicht von Dauer war. Um seine Solokarriere voranzutreiben, beschloss Tifa, nach Sarajevo zurückzukehren, um dort an neuen Songs zu arbeiten.

### Reunion von Bijelo dugme 2005
2005 gab Bijelo dugme mehrere große Konzerte in den Hauptstädten des ehemaligen Jugoslawien. Die erfolgreiche Tournee wurde jedoch von Ereignissen hinter der Bühne überschattet. So leisteten sich Željko Bebek und Tifa Backstage des Öfteren Wortgefechte. Auch zwischen Tifa und Goran Bregović gab es mehrere Unstimmigkeiten. In einem Interview während dieser Zeit sagte Tifa den Medien, dass er nur ausnahmsweise für dieses Konzert mit Bijelo dugme zusammenarbeiten würde und sie danach nie mehr wieder sehen wolle. Außerdem sagte er gegenüber der Presse, die Band habe ihm nur Lebenszeit geraubt und dass er so oft mit der Band unterwegs war, dass sein Sohn vergessen habe, wie er aussehe. 
2006 entstand jedoch ein Ableger der Band unter dem Namen Kad Bi Bio Bijelo dugme, der aus Bebek, Islamović und Tifa bestand. Entgegen seiner Aussagen nahm er gemeinsam mit den anderen beiden Ex-Sängern Bijelo dugmes an einer großen Amerika-Tour teil.

## Sonstiges
1997 nahm Tifa das Lied Grbavica auf, das seitdem die Hymne des Fußballvereins FK Željezničar Sarajevo ist und bei jedem Heimspiel der Mannschaft gesungen wird.

## Diskografie

### Solo-Alben
- 1989: No1
- 1990: Samo ljubav postoji
- 1995: Dani bez tebe
- 1997: Grbavica
- 2000: Ostaću s'tobom
- 2013: Spreman sam na sve

### Singles (Auswahl)
- 1994: A sada Idem (mit Elvira Rahić)
- 1994: Baraba (mit Elvira Rahić)
- 1995: Duge Kiše Jesenje
- 1995: Stipu Gatibo
- 2009: 21. Vijek (mit Miligram)

### Mit Bijelo dugme
- 1984: Bijelo dugme

### Mit Vatreni Poljubac
- 1986: 100% Rock’n’roll

### Mit Divlje Jagode
- 1988: Konji